# Maritim Shipyard
Maritim Shipyard ist eine Schiffswerft in Danzig, Polen. Das Betriebsgelände befindet sich im Stadtteil Przeróbka.

## Geschichte
Die Werft wurde 1992 von Janusz Baran gegründet. Zu Beginn beschränkte sich das Privatunternehmen auf den Bau von Schiffssektionen aller Art. Seit 2004 wurde auch die Schiffsreparatur zu einem Hauptbeschäftigungsfeld der Werft.
Die größten Abnehmer waren Werften in Deutschland, Norwegen (z. B. Ulstein Group) und den arabischen Ländern. So lieferte Maritim Shipyard z. B. den Rumpf der dann für Greenpeace auf der Fassmer-Werft gebauten Rainbow Warrior.
Mit fünf Verschubbahnen in Gdańsk und Gdynia sowie je einer Produktionsstätte in Gdańsk und Szczecin, ist das Unternehmen in allen wichtigen polnischen Schiffbauzentren vertreten.
Jahrelang war das Unternehmen das größte private Schiffsbauunternehmen in Gdańsk. Im Mai 2013 meldete es Insolvenz an. Inhaber des Unternehmens ist derzeit Albin Baran, der Bruder von Janusz Baran.